# Pałac w Komarnie
Pałac w Komarnie – wybudowany w XVII w. w Komarnie.

## Położenie
Pałac położony jest w Komarnie – wsi łańcuchowej w Polsce, w województwie dolnośląskim, w powiecie karkonoskim, w gminie Janowice Wielkie, w Górach Kaczawskich w Sudetach Zachodnich. Leży u podnóży należącego do Korony Gór Polski, najwyższego szczytu Gór Kaczawskich – Skopca (724 m n.p.m.).

## Opis
Pierwotnie zamek na wodzie wybudowany w XIII w. przez rodzinę von Zedlitz. Czteroskrzydłowy obiekt z małym dziedzińcem i wieżą był otoczony fosą. Do głównej bramy prowadził most zwodzony. Przebudowy zmieniły zamek. W 1842 zasypano fosę, rozebrano most i budynki gospodarcze; wewnętrzny dziedziniec zakryto konstrukcją z lufcikiem; w 1870 dziedziniec zasłonił dach szklany w kształcie piramidy; w 1893 resztki wieży zastąpiła przybudówka z salę jadalną. Dwupiętrowy pałac wybudowany na planie kwadratu, kryty wysokim, namiotowym  dachem czterospadowym. Ściany do pierwszego piętra wzmocnione skarpami. Do obiektu prowadzi kamienny most z XVIII w. Obiekt jest częścią zespołu pałacowego, w skład którego wchodzi jeszcze park z tarasem widokowym na Karkonosze.